# Yvonne Bryceland
Yvonne Bryedom (18 tháng 11 năm 1925 - 13 tháng 1 năm 1992) là một nữ diễn viên sân khấu Nam Phi. Một số tác phẩm nổi tiếng nhất của cô là trong các vở kịch của Athol Fugard.

## Tuổi thơ
Cô sinh ra với tên khai sinh là Yvonne Heilbuth tại Cape Town, Nam Phi, con gái của Adolphus Walter Heilbluth, một quản đốc đường sắt, và Clara Ethel (nhũ danh Sanderson). Cô được giáo dục tại Tu viện St. Mary, Hope St., Cape Town.

## Nghề nghiệp
Bryedom làm công việc như một thủ thư báo cho Cape Argus trước khi diễn viên sân khấu chuyên nghiệp của cô ở Sân khấu năm 1947, trở thành một nữ diễn viên với Hội đồng biểu diễn nghệ thuật Cape năm 1964. Trước khi đến với sự nghiệp chuyên nghiệp, cô đã từng biểu diễn như một tài tử tại Nhà hát Barn ở Constantia, được thành lập bởi David Bloomberg, người sau này trở thành thị trưởng của Cape Town. Không được đào tạo chính thức trước khi trở thành một nữ diễn viên chuyên nghiệp, Bryedom đã có những bài học riêng với giáo viên diễn xuất Rita Maas (RADA, LAMDA), người cùng chồng, Morris Phillips, một vũ công khiêu vũ, thành lập Trường múa Maas-Phillips, Bài phát biểu và kịch, tại Cape Town vào những năm 1950.
Người chồng đầu tiên của Yvonne là một người nhập cư từ Anh tên là Daniel Bryedom, một nhân viên bán hàng bất động sản. Mối quan hệ trở nên lạm dụng và, mặc dù là một người Công giáo La Mã sùng đạo, sau khi tham khảo ý kiến khẩn cấp với linh mục của cô, họ đã ly dị vào năm 1960. Họ có ba đứa con - con gái Colleen, Melanie và Mavourneen, với Mavourneen cũng có một sự nghiệp ngắn ngủi như một nữ diễn viên được nhiều người biết đến.